# Ủy ban Toàn quốc Đảng Cộng hòa
Ủy ban Toàn quốc đảng Cộng hoà (chữ Anh: Republican National Committee, viết tắt: RNC) là cơ quan lãnh đạo của đảng Cộng hoà ở Hoa Kỳ. Cơ quan đối lập là Uỷ ban Toàn quốc Đảng Dân chủ.
Uỷ ban Toàn quốc Đảng Cộng hoà do nghị sĩ và đảng viên ở khắp nơi Hoa Kỳ tạo thành, lãnh đạo thống nhất tổ chức Đảng Cộng hoà ở các nơi, chế định cương lĩnh chính sách của đảng, cử hành các nội dung như hoạt động tuyên truyền, gây quỹ và tiến hành hoạt động bầu cử. Uỷ viên của Uỷ ban do đại biểu của mỗi tiểu bang tạo thành, Chủ tịch Uỷ ban do Uỷ viên tiến hành bầu cử sản sinh.
Đại hội toàn quốc Đảng Cộng hoà, mỗi bốn năm cử hành một lần, do Uỷ ban Toàn quốc Đảng Cộng hoà chịu trách nhiệm vạch kế hoạch và điều hành.

## Danh sách chủ tịch
| STT | Chủ tịch         | Chủ tịch                              | Nhiệm kì  | Tiểu bang       |
| --- | ---------------- | ------------------------------------- | --------- | --------------- |
| 1   |                  | Edwin Morgan                          | 1856–1864 | New York        |
| 2   |                  | Henry Raymond                         | 1864–1866 | New York        |
| 3   |                  | Marcus Ward                           | 1866–1868 | New Jersey      |
| 4   |                  | William Claflin                       | 1868–1872 | Massachusetts   |
| 5   |                  | Edwin Morgan                          | 1872–1876 | New York        |
| 6   |                  | Zachariah Chandler                    | 1876–1879 | Michigan        |
| 7   |                  | Donald Cameron                        | 1879–1880 | Pennsylvania    |
| 8   |                  | Marshall Jewell                       | 1880–1883 | Connecticut     |
| 9   |                  | Dwight Sabin                          | 1883–1884 | Minnesota       |
| 10  |                  | Benjamin Jones                        | 1884–1888 | New Jersey      |
| 11  |                  | Matthew Quay                          | 1888–1891 | Pennsylvania    |
| 12  |                  | James Clarkson                        | 1891–1892 | Iowa            |
| 13  |                  | William Campbell                      | 1892      | Illinois        |
| 14  |                  | Thomas Carter                         | 1892–1896 | Montana         |
| 15  |                  | Mark Hanna                            | 1896–1904 | Ohio            |
|     |                  | Henry Payne (Quyền Chủ tịch)          | 1904      | Wisconsin       |
| 16  |                  | George Cortelyou                      | 1904–1907 | New York        |
| 17  |                  | Harry New                             | 1907–1908 | Indiana         |
| 18  |                  | Frank Hitchcock                       | 1908–1909 | Ohio            |
| 19  |                  | John Hill (Quyền Chủ tịch: 1909–1911) | 1909–1912 | Maine           |
| 20  |                  | Victor Rosewater                      | 1912      | Nebraska        |
| 21  |                  | Charles Hilles                        | 1912–1916 | New York        |
| 22  |                  | William Willcox                       | 1916–1918 | New York        |
| 23  |                  | Will Hays                             | 1918–1921 | Indiana         |
| 24  |                  | John Adams                            | 1921–1924 | Iowa            |
| 25  |                  | William Butler                        | 1924–1928 | Massachusetts   |
| 26  |                  | Hubert Work                           | 1928–1929 | Colorado        |
| 27  |                  | Claudius Huston                       | 1929–1930 | Tennessee       |
| 28  |                  | Simeon Fess                           | 1930–1932 | Ohio            |
| 29  |                  | Everett Sanders                       | 1932–1934 | Indiana         |
| 30  |                  | Henry Fletcher                        | 1934–1936 | Pennsylvania    |
| 31  |                  | John Hamilton                         | 1936–1940 | Kansas          |
| 32  |                  | Joseph Martin                         | 1940–1942 | Massachusetts   |
| 33  |                  | Harrison Spangler                     | 1942–1944 | Iowa            |
| 34  |                  | Herbert Brownell                      | 1944–1946 | New York        |
| 35  |                  | Carroll Reece                         | 1946–1948 | Tennessee       |
| 36  |                  | Hugh Scott                            | 1948–1949 | Pennsylvania    |
| 37  |                  | Guy Gabrielson                        | 1949–1952 | New Jersey      |
| 38  |                  | Arthur Summerfield                    | 1952–1953 | Michigan        |
| 39  |                  | C. Wesley Roberts                     | 1953      | Kansas          |
| 40  |                  | Leonard Hall                          | 1953–1957 | New York        |
| 41  |                  | Meade Alcorn                          | 1957–1959 | Connecticut     |
| 42  |                  | Thruston Morton                       | 1959–1961 | Kentucky        |
| 43  |                  | William Miller                        | 1961–1964 | New York        |
| 44  |                  | Dean Burch                            | 1964–1965 | Arizona         |
| 45  |                  | Ray Bliss                             | 1965–1969 | Ohio            |
| 46  |                  | Rogers Morton                         | 1969–1971 | Maryland        |
| 47  |                  | Bob Dole                              | 1971–1973 | Kansas          |
| 48  |                  | George H. W. Bush                     | 1973–1974 | Texas           |
| 49  |                  | Mary Smith                            | 1974–1977 | Iowa            |
| 50  |                  | Bill Brock                            | 1977–1981 | Tennessee       |
| 51  |                  | Dick Richards                         | 1981–1983 | Utah            |
|     |                  | Paul Laxalt (Tổng Chủ tịch)           | 1983–1987 | Nevada          |
| 52  |                  | Frank Fahrenkopf (Chủ tịch Toàn quốc) | 1983–1987 | Nevada          |
| 52  | Frank Fahrenkopf | 1987–1989                             | Nevada    |                 |
| 53  |                  | Lee Atwater                           | 1989–1991 | South Carolina  |
| 54  |                  | Clay Yeutter                          | 1991–1992 | Nebraska        |
| 55  |                  | Richard Bond                          | 1992–1993 | Missouri        |
| 56  |                  | Haley Barbour                         | 1993–1997 | Mississippi     |
| 57  |                  | Jim Nicholson                         | 1997–2001 | Colorado        |
| 58  |                  | Jim Gilmore                           | 2001–2002 | Virginia        |
| 59  |                  | Marc Racicot                          | 2002–2004 | Montana         |
| 60  |                  | Ed Gillespie                          | 2004–2006 | Virginia        |
| 61  |                  | Ken Mehlman                           | 2006–2007 | Washington, D.C |
|     |                  | Mel Martínez (Tổng Chủ tịch)          | 2007      | Florida         |
| 62  |                  | Mike Duncan (Chủ tịch Toàn quốc)      | 2007      | Kentucky        |
| 62  | 2007–2009        | Mike Duncan (Chủ tịch Toàn quốc)      |           | Kentucky        |
| 63  |                  | Michael Steele                        | 2009–2011 | Maryland        |
| 64  |                  | Reince Priebus                        | 2011–2017 | Wisconsin       |
| 65  |                  | Ronna Romney McDaniel                 | 2017–2024 | Michigan        |
| 66  |                  | Michael Whatley                       | 2024–nay  | North Carolina  |

## Chú ý
1. ↑  Cử hành vào năm bầu cử Tổng thống Hoa Kỳ.